# Tenda da sole

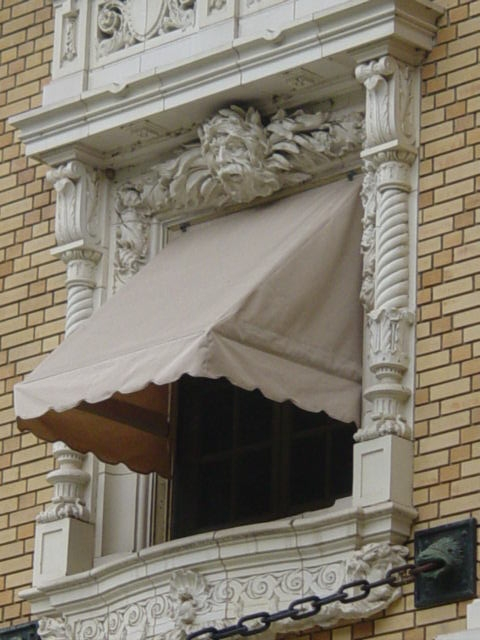
Una tenda da sole a Hot Springs (Arkansas)

Una tenda da sole è un dispositivo in tessuto, solitamente pieghevole, utilizzato per ombreggiare parti di edifici quali balconi o terrazzi. 

## Storia

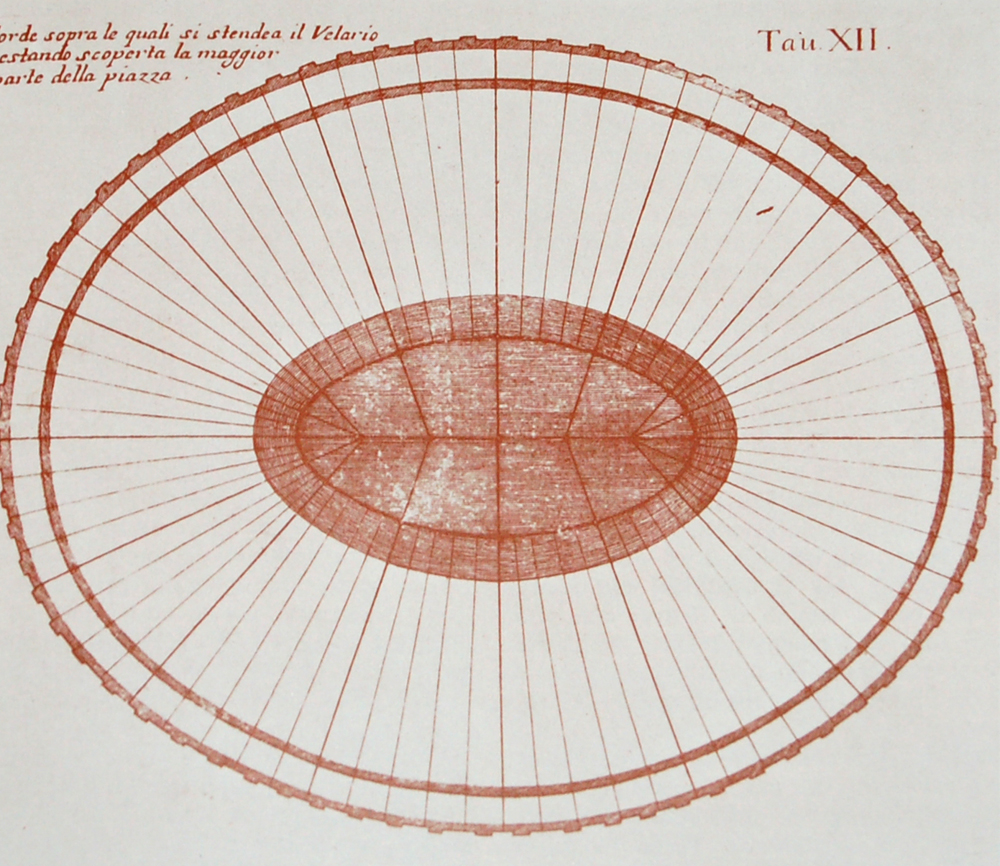
Ricostruzione del velarium dell'Arena di Verona

Già in tempi antichi l'uomo ha sentito la necessità di ripararsi dai raggi troppo violenti del sole. Un particolare uso era il velarium, adoperato in particolare negli anfiteatri: era una copertura mobile in tessuto composta da più teli (o veli) in canapa,.

## Funzioni
In campo edilizio, a partire dagli anni 2000, la normativa europea individua tra le funzioni che vengono richieste alle tende da sole, oltre a quella di ombreggiare gli ambienti, anche quella di contribuire alla diminuzione dei consumi energetici dell'edificio, in quanto se ben utilizzate possono esse ridurre la necessità di usare il condizionatore in estate.
La valutazione dell'efficienza di una tenda da sole ad ombreggiare avviene sulla base della normativa UNI EN 410, mentre l'uso di dispositivi schermanti quali le tende è prescritto per le pareti esposte a sud e ad ovest.
Tra gli elementi pubblicizzati dalle varie case produttrici di tende da sole c'è anche la funzione estetica, ovvero la capacità della tenda da sole di contribuire con il proprio design alla caratterizzazione della parte dell'edificio dove viene installata.

## Caratteristiche

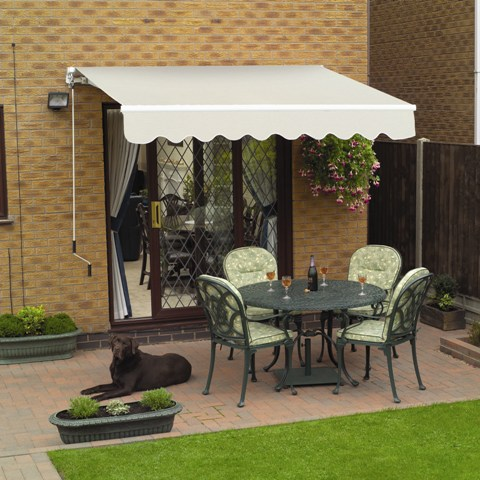
Esempio di una tenda da sole da giardino in poliestere con meccanismo di sollevamento manuale.

La struttura portante della tenda da sole è composta da bracci i quali, analogamente a quanto avviene per un ombrello, garantiscono il tensionamento del tessuto e di conseguenza la tenuta al vento. Tale struttura è solitamente composta da elementi metallici ma esistono anche tende (pergolati) con struttura in altri materiali, ad esempio in legno.
Nella parte bassa della tenda un elemento orizzontale, spesso costituito da un profilato metallico, riceve dall'alto mediante l'apposita ogiva il telo e lascia pendere verso il basso la balza. 
Una diffusa tipologia di tende si avvale per il movimento della tenda di sistemi a rullo. Tale rullo è posizionato nella parte alta della tenda e ruotando su se stesso mediante un arganello manuale o un motore elettrico tubolare avvolge o svolge il telo. Le tende da sole motorizzate risultano particolarmente utili in caso di grandi superfici e vengono a volte dotate di telecomando e sensore vento per la protezione della tenda in caso di maltempo o addirittura di sensore sole e vento per i clienti più esigenti.

## Caratteristiche dei tessuti
Per la creazione delle tende da sole è importante che il tessuto adoperato abbia caratteristiche di resistenza alla scoloritura. I raggi ultravioletti hanno il potere di sbiadire i normali coloranti usati nella tecnologia tessile.
Tra i materiali, oltre alle fibre naturali, come il cotone telato (caratterizzato in genere da "obliqui in rilievo" ottenuti con una armatura  a lino e ordito con un passo più ampio) od anche in Tela olona di canapa] grezza. Si sono poi affermate le fibre poliesteri, quelle acriliche., materiali compositi quali fibre in poliestere ad alta resistenza rivestite in PVC.  tessuti microforati

## Aspetti normativi
La scelta del tipo di tende da sole per gli occupanti di un condominio è in genere sottoposta a vincoli normativi.
La legge italiana prevede ad esempio che i regolamenti condominiali non possano impedire di installare le tende da sole fissandole al balcone del piano superiore, a patto che la tipologia di tenda scelta sia conforme a quella approvata dall'assemblea di condominio.
Anche in Spagna la scelta dei colori e dei modelli delle tende da sole da esterno è sottoposta all'approvazione dell'assemblea condominiale, la quale può imporre la rimozione di tipologie ritenute incompatibili con il decoro dell'edificio.